# Peperomia barahonana
Peperomia barahonana är en pepparväxtart som beskrevs av C. Dc.. Peperomia barahonana ingår i släktet peperomior, och familjen pepparväxter. Inga underarter finns listade i Catalogue of Life.